# Septmonts
Septmonts är en kommun i departementet Aisne i regionen Hauts-de-France i norra Frankrike. Kommunen ligger  i kantonen Soissons-Sud som ligger i arrondissementet Soissons. År 2022 hade Septmonts 571 invånare.

## Befolkningsutveckling
Antalet invånare i kommunen Septmonts
Referens: INSEE